# 舍普季茨基
舍普季茨基（烏克蘭語：Шептицький，羅馬化：Sheptytskyi，發音：[ʃɛpˈtɪtsʲkɪj]），又译舍普蒂茨基，是乌克兰利沃夫州舍普季茨基区切尔沃诺赫拉德市镇的城市，为该区及该市镇的行政中心（该市在2020年7月18日前为该州的州辖市，并不在该区的管辖范围内）。該市距離州府利沃夫62公里，始建於1692年，面積21平方公里，海拔高度292米，2022年人口数量为64,297人。

## 名称
历史上此地名为克里斯蒂诺波尔（波蘭語：Krystynopol）。1951至2024年间此地名为切尔沃诺赫拉德（羅馬化：Chervonohrad），或按俄语名译为切尔沃诺格勒。
2024年9月，烏克蘭國會將此地更名為舍普季茨基，以纪念乌克兰希腊礼天主教会大总主教安德烈·舍普季茨基。

## 友好城市
- 波蘭 佩斯科維采（2019年）
- 立陶宛 馬里揚波萊（2021年）

## 当地名人
- 斯坦尼斯瓦夫·什琴斯内·波托茨基：什拉赫塔和波蘭立陶宛聯邦的军事指挥官。
- 瑪瑪莉卡：乌克兰女歌手及演员。
- 米科拉·莫羅久克：乌克兰足球运动员，司职右后卫或右中场。

## 图集

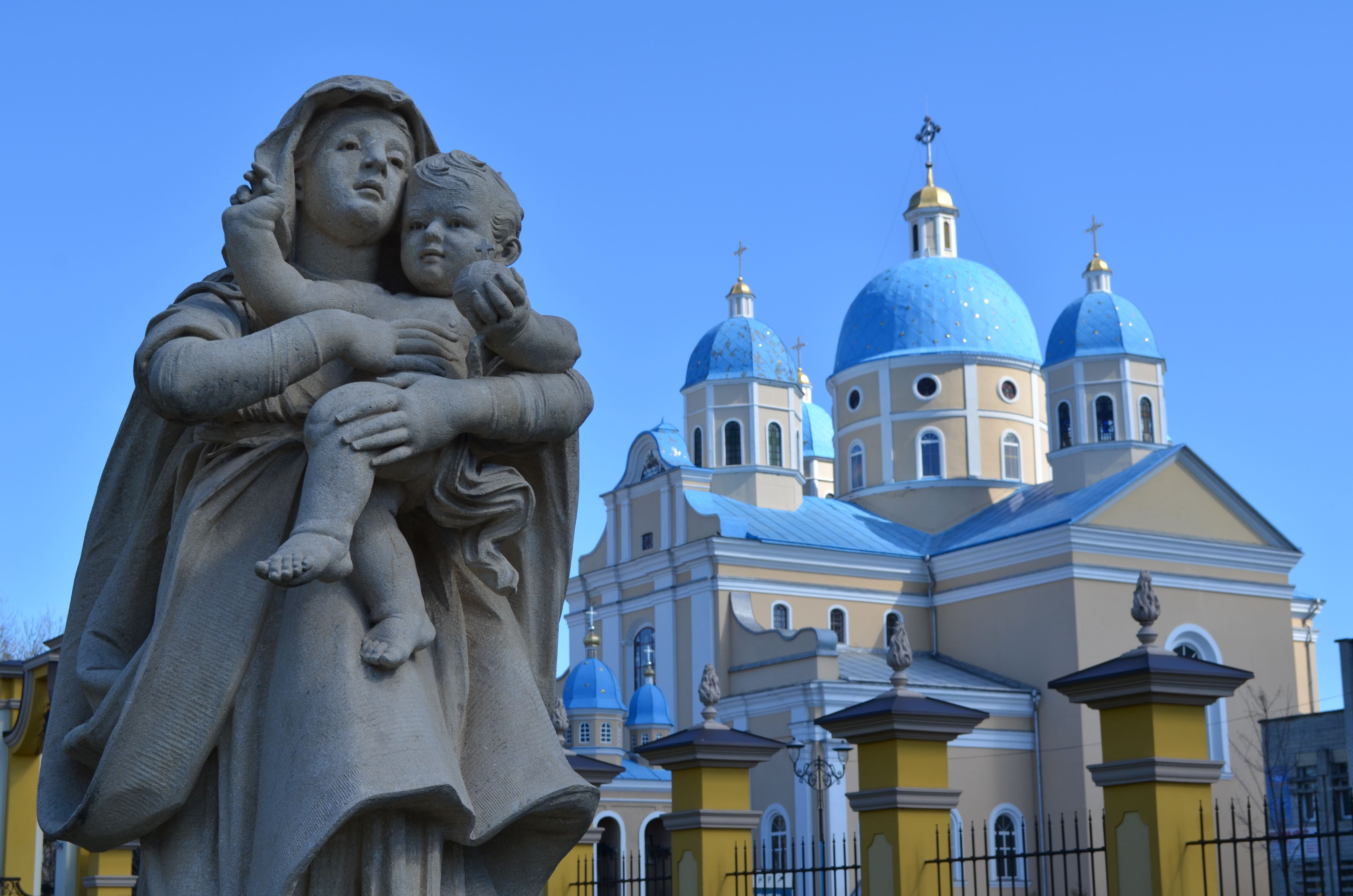
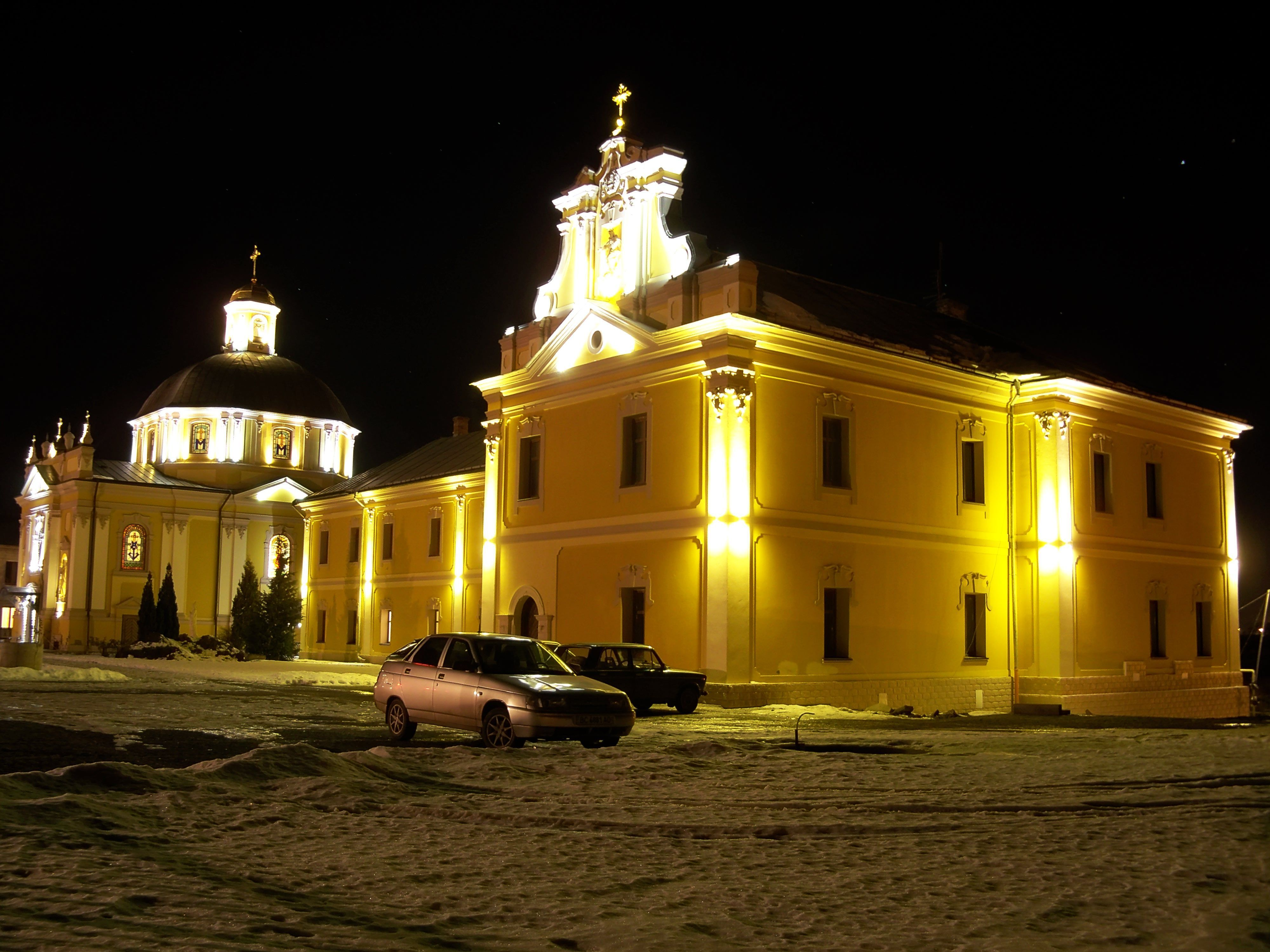
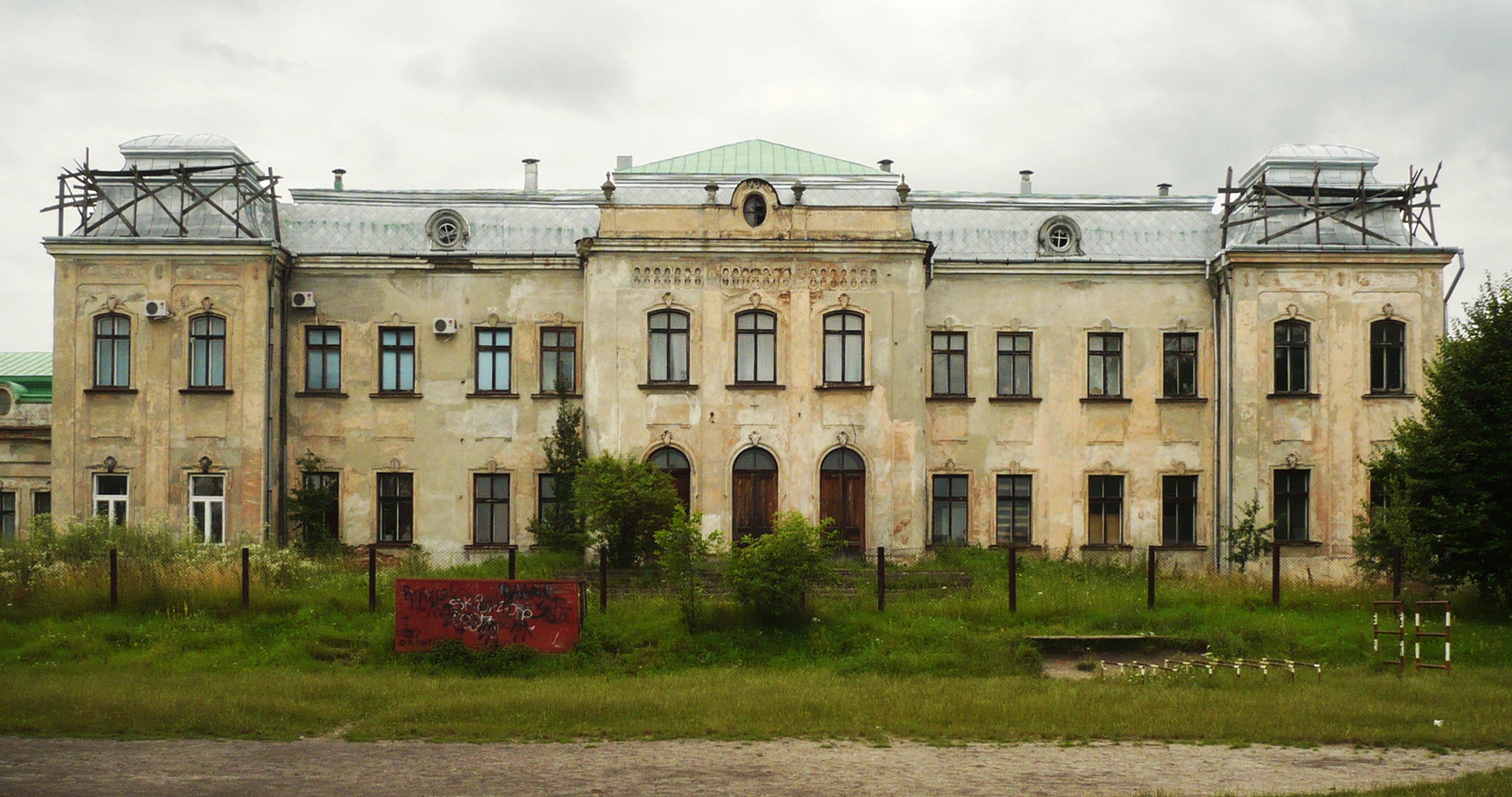
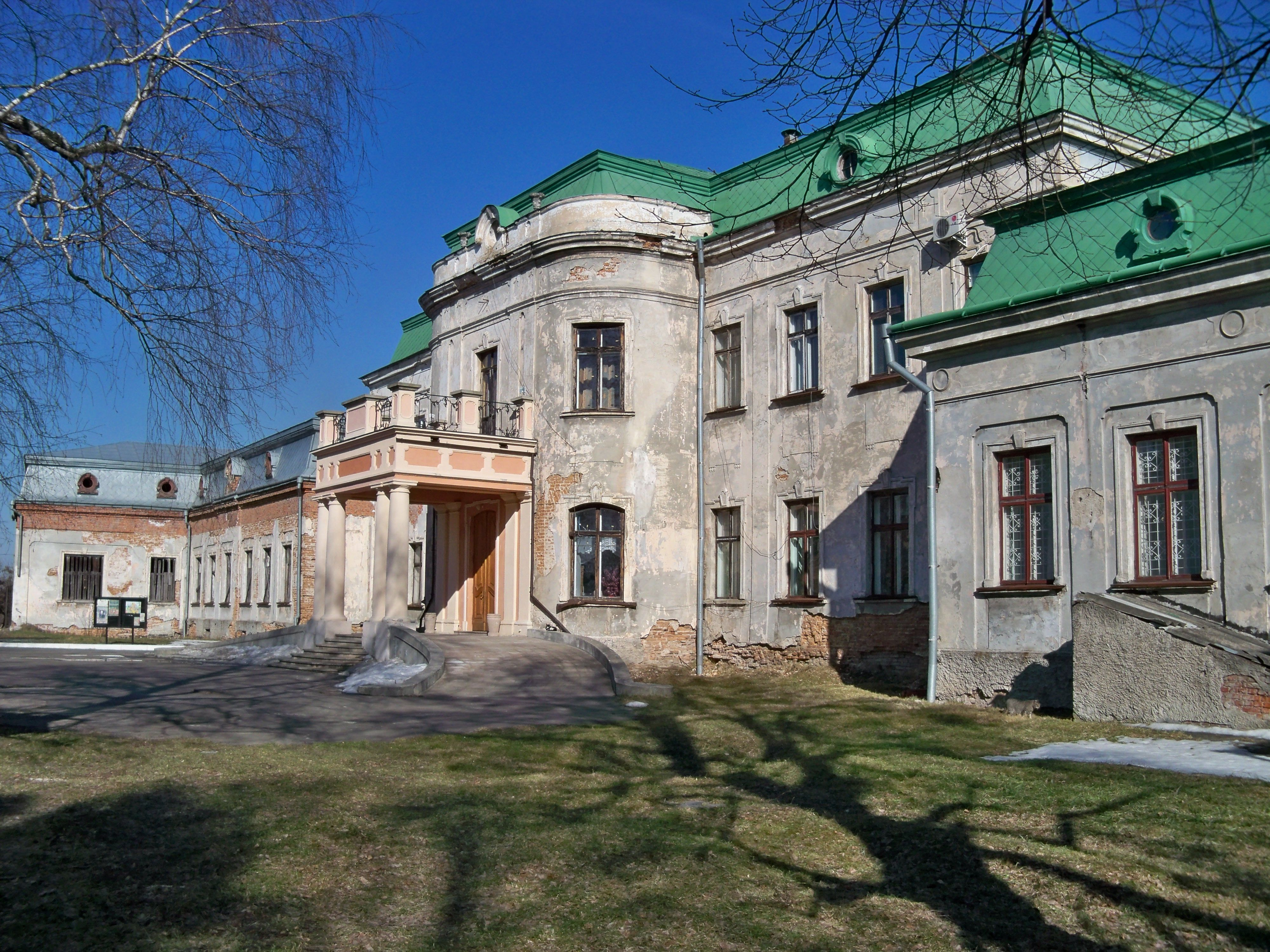
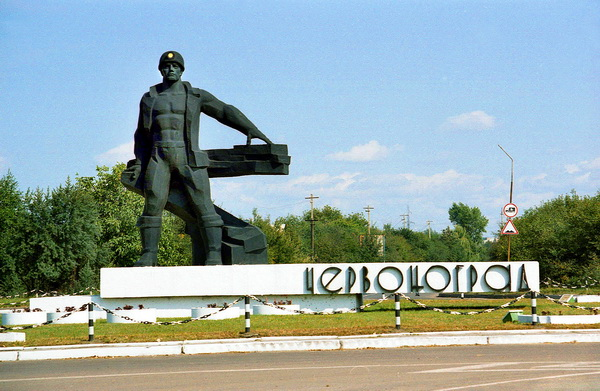
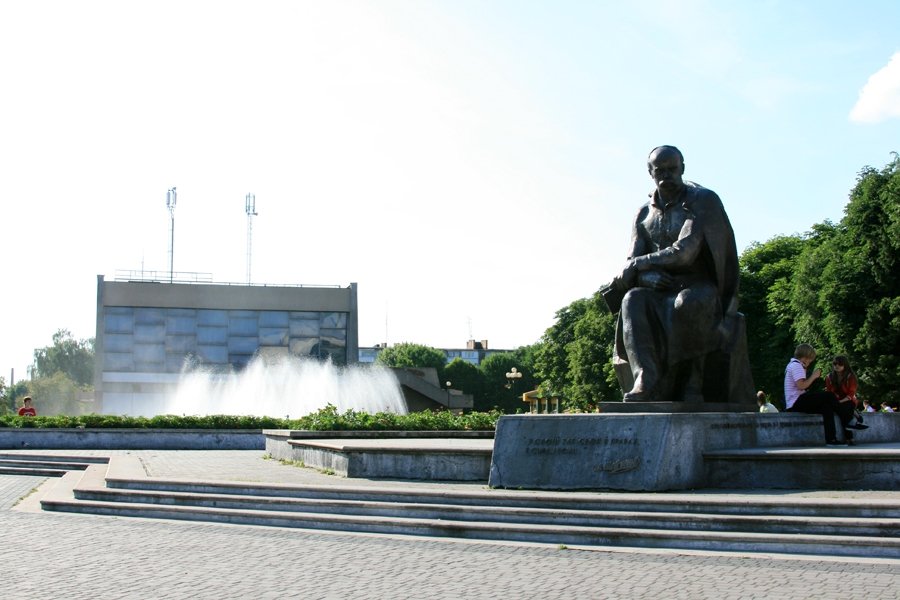
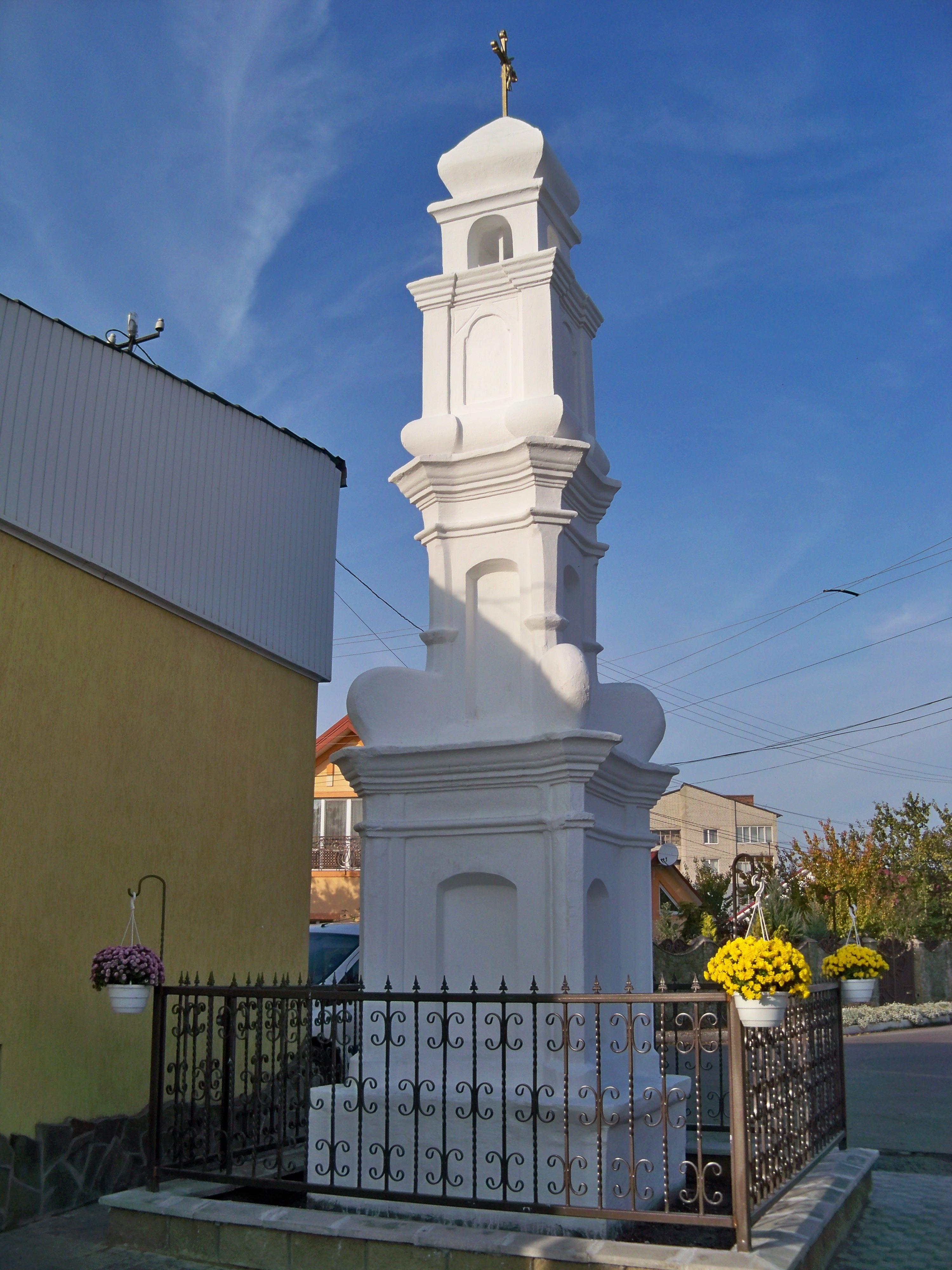
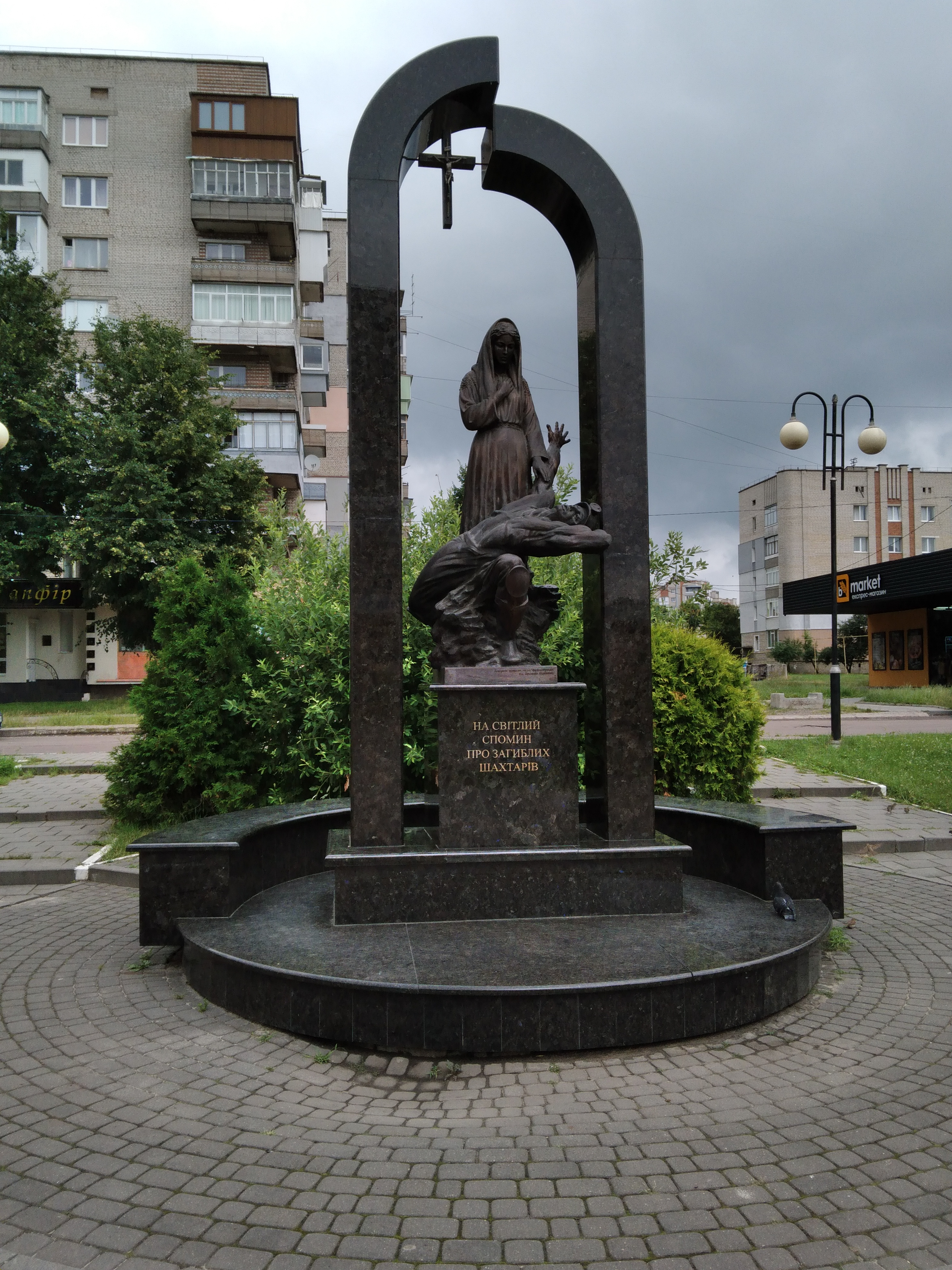
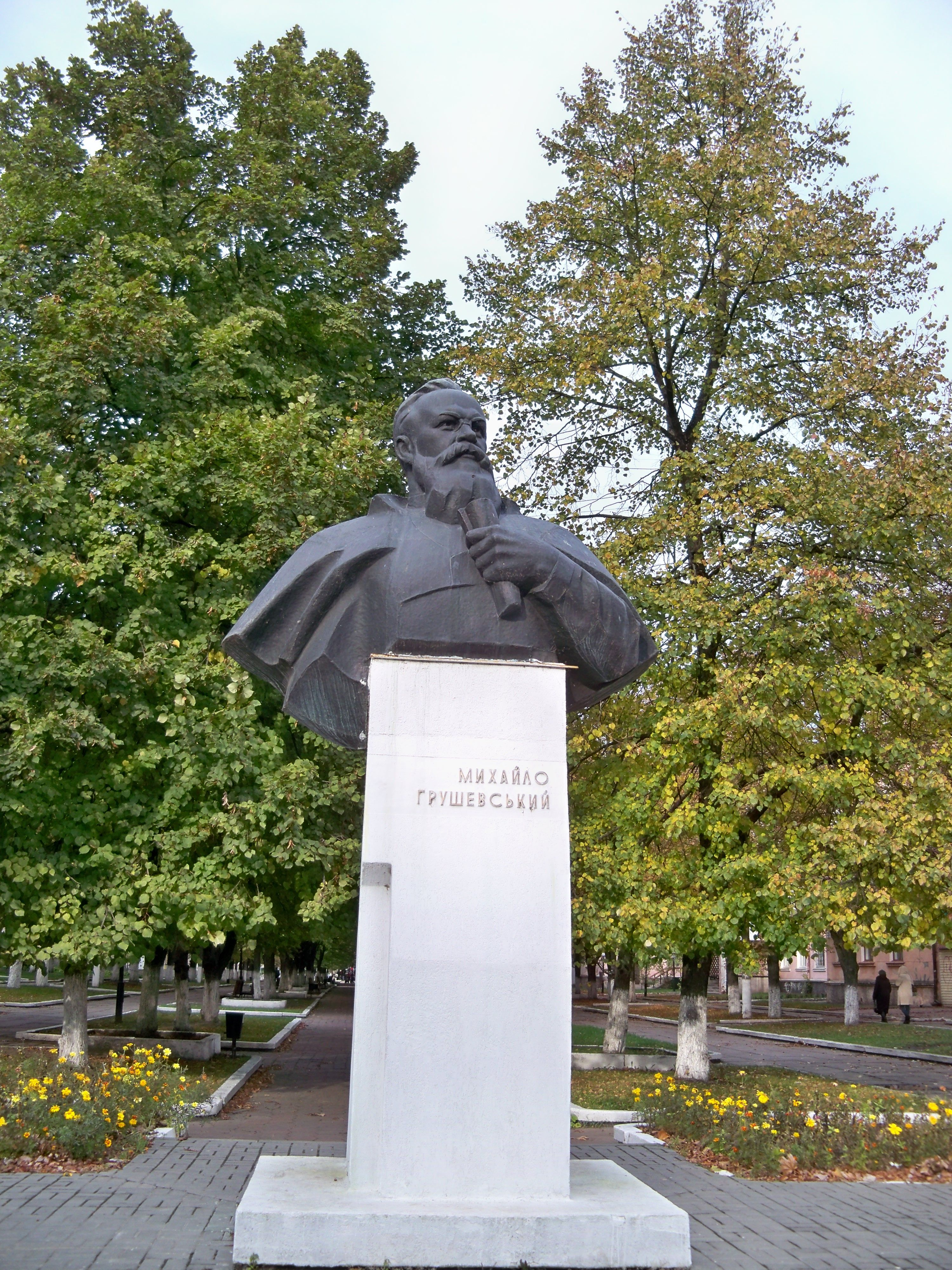